# Doe Deer
Pour les articles homonymes, voir Deer.
Albums de Crystal Castles
Crystal Castles
(2008) (III)
(2010)
Doe Deer / Celestica est le troisième EP du duo torontois de musique électronique Crystal Castles. Le maxi a été limité à 500 exemplaires sur vinyle. Deux chansons inédites y sont présentes : Doe Deer et Celestica.
Doe Deer est une chanson extrait du deuxième album du groupe. Sur l'EP, elle est accompagnée de 3 autres chansons présentes sur la face B. Doe Deer est utilisée dans l'épisode "Nick" de la saison 5 de Skins. 
Celestica est le premier single extrait du deuxième album du groupe. La chanson est sortie sur Internet comme un EP, au côté des 3 chansons de la face B du Doe Deer 12" EP. Le single inclut aussi un "Single Mix" de "Celestica". Un clip a été réalisé pour la chanson par Rob Hawkins, un ami du groupe. Aucune pochette officielle du single n'a été présentée
.

## Accolades
| Publication | Pays | Titre de la publication        | Année | Rang |
| ----------- | ---- | ------------------------------ | ----- | ---- |
| NME         | UK   | The 50 Best Tracks of the Year | 2010  | #18  |

## Liste des chansons

### Version physique
| No | Titre                               | Durée |
| -- | ----------------------------------- | ----- |
| 1. | Doe Deer                            | 1:38  |
| 2. | Seed (version de 2004)              | 1:48  |
| 3. | Insectica (version de 2004)         | 1:42  |
| 4. | Mother Knows Best (version de 2004) | 2:01  |

### Version numérique
| No | Titre                               | Durée |
| -- | ----------------------------------- | ----- |
| 1. | Celestica (Album mix)               | 3:50  |
| 2. | Seed (version de 2004)              | 1:48  |
| 3. | Insectica (version de 2004)         | 1:42  |
| 4. | Mother Knows Best (version de 2004) | 2:01  |
| 5. | Celestica (Single mix)              |       |